# Quinton Jackson
Quinton Ramone Jackson (Memphis, Tennessee; 20 de junio de 1978), conocido como Rampage Jackson, es un artista marcial mixto, kickboxer y actor estadounidense. Fue campeón peso semipesado de UFC en una ocasión. También compitió en la categoría de peso semipesado en Bellator MMA.

## Primeros años
Jackson es de Memphis, Tennessee y tuvo una infancia difícil, ya que comenzó a vender drogas desde muy joven y participó en muchas peleas callejeras. Jackson también tenía una familia disfuncional, cuando su padre drogadicto desapareció cuando tenía sólo 10 años de edad, antes de regresar a su vida en 2003. Jackson tuvo su primera experiencia con los deportes de combate como un luchador de Raleigh-Egipto High School. En la escuela de secundaria Jackson también se hizo amigo de su compañero de Bellator de peso semipesado Jacob Noe, un practicante de karate que enseñó técnicas de golpeo a Jackson, a cambio de las técnicas de lucha libre. Originalmente, Jackson pretendía seguir una carrera en la lucha libre profesional después de graduarse en la escuela de secundaria, pero en última instancia, extendió su carrera como luchador aficionado en Lassen Community College en Susanville, California antes de ser expulsado después de tener una pelea con un compañero de equipo. Después de descubrir las artes marciales mixtas, Jackson entrenó en Las Vegas con el peleador de BAMMA, Lewis Rumble.

## Carrera en artes marciales mixtas

### Ultimate Fighting Championship
Jackson debutó en UFC el 3 de febrero de 2007 en UFC 67 contra Marvin Eastman. Jackson ganó la pelea por nocaut en la segunda ronda.
Jackson se enfrentó a Chuck Liddell el 26 de mayo de 2007 por el Campeonato de Peso Semipesado de UFC en UFC 71. Jackson derrotó a Liddell por nocaut en la primera ronda, ganando así el campeonato y el premio al KO de la Noche.
Jackson se enfrentó a Dan Henderson el 8 de septiembre de 2007 en UFC 75 por el campeonato unificado de peso semipesado de UFC y el campeonato de peso medio de PRIDE. Jackson ganó la pelea por decisión unánime, defendiendo y unificando los dos títulos.
Jackson perdió el campeonato el 5 de julio de 2008 contra Forrest Griffin en UFC 86. Tras el evento, ambos peleadores obtuvieron el premio a la Pelea de la Noche, siendo finalmente la Pelea del Año 2008.
Jackson se enfrentó a Wanderlei Silva por tercera vez el 27 de diciembre de 2008 en UFC 92. Jackson ganó la pelea por nocaut en la primera ronda, ganando así el premio al KO de la Noche.
El 7 de marzo de 2009, Jackson se enfrentó a Keith Jardine en UFC 96. Jackson ganó la pelea por decisión unánime. Tras el evento, ambos peleadores obtuvieron el premio a la Pelea de la Noche.
Jackson se enfrentó a Rashad Evans el 29 de mayo de 2010 en UFC 114. Jackson perdió la pelea por decisión unánime.
Jackson se enfrentó a Lyoto Machida el 20 de noviembre de 2010 en UFC 123. Jackson ganó la pelea en una controversial decisión dividida.
Jackson se enfrentó a Matt Hamill el 28 de mayo de 2011 en UFC 130. Jackson derrotó a Hamill por decisión unánime.
El 24 de septiembre de 2011, Jackson se enfrentó a Jon Jones por el campeonato de peso semipesado en UFC 135. Jackson perdió la pelea por sumisión en la cuarta ronda. Tras el evento, ambos peleadores ganaron el premio a la Pelea de la Noche.
El 26 de febrero de 2012, Jackson se enfrentó a Ryan Bader en UFC 144. Jackson perdió la pelea por decisión unánime.
Jackson tuvo su última pelea el 26 de enero de 2013 en UFC on Fox 6 contra Glover Teixeira. Jackson perdió la pelea por decisión unánime.

### Bellator MMA
El 4 de junio de 2013, se anunció que Jackson había firmado un contrato por varios años con la asociación de Spike TV, Bellator MMA y Total Nonstop Action Wrestling. Durante una conferencia de prensa declaró que podría subir a la división de peso pesado.
Se esperaba que Rampage se enfrentará al excompañero de entrenamiento y también ex Campeón de Peso Semipesado de UFC Tito Ortiz el 2 de noviembre en Bellator 106. Sin embargo, el 25 de octubre, Bellator anuncia que Ortiz había sufrido una lesión en el cuello y tuvo que retirarse de su pelea con Jackson.
Jackson debutó en Bellator el 15 de noviembre de 2013 en Bellator 108, donde se enfrentó al veterano de UFC y Strikeforce Joey Beltrán. Jackson ganó por nocaut técnico en la primera ronda.
Jackson se enfrentó al excampeón de peso semipesado de Bellator Christian M'Pumbu el 28 de febrero de 2014 en el torneo de peso semipesado en Bellator 110. Jackson ganó la pelea por nocaut en la primera ronda.
Jackson se enfrentó a Muhammed Lawal en la final del torneo el 17 de mayo de 2014 en Bellator 120. Jackson ganó la pelea por decisión unánime.

### Retorno a UFC
El 20 de diciembre de 2014, durante la transmisión de la tarjeta principal de UFC Fight Night: Machida vs Dollaway, se anunció que Jackson había firmado un nuevo acuerdo para regresar a la UFC. Scott Coker, presidente de Bellator, alegó que Jackson todavía estaba bajo contrato con Bellator y que perseguiría un proceso legal para asegurar eso. Jackson alegó que Bellator no cumplió su contrato y esa es la razón por la que firmó con la UFC.
Se esperaba que Jackson enfrentara a Fábio Maldonado el 25 de abril de 2015 en UFC 186. Sin embargo, el 7 de abril, Jackson fue removido de la tarjeta después de que su empleador más reciente Bellator MMA recibió una orden judicial de un juez de la Corte Superior de Nueva Jersey que le impidió competir por la UFC después de que se violó un acuerdo firmado en junio de 2013 . El 21 de abril, un juez de la Corte Superior de la División de Apelaciones de Nueva Jersey anuló la orden contra Jackson, permitiéndole competir por la UFC. La pelea tuvo lugar en un peso de 215 libras. Jackson ganó la pelea por decisión unánime.

### Retorno a Bellator
Tras su única pelea por Zuffa, se anunció el 16 de febrero de 2016 que Jackson había resuelto las disputas contractuales con Bellator MMA y estaría regresando a la promoción. [70] Durante este tiempo en Bellator, Jackson trajo la experiencia de Celebrity Sports Nutritionist, Edwina Cheer para asesorarle en todos los aspectos de la nutrición en la preparación de la lucha y que conduce a, e incluyendo el corte de peso. Conocido por sus hábitos alimenticios particulares, Jackson agradece al nutricionista deportivo diciendo que él, "sabe, soy difícil de tratar".
Jackson luchó contra Satoshi Ishii el 24 de junio de 2016 en Bellator 157. Ganó por decisión dividida.
Jackson se enfrentará a Muhammed Lawal en Bellator 175 el 31 de marzo de 2017.

## Vida personal
Jackson reside en Ladera Ranch y tiene cuatro niños: D'Angelo y Raja de relaciones anteriores y Elijah y Naname Nakia Jackson con su esposa, Yuki. Los tres muchachos tienen el segundo nombre de Rampage, mientras Naname tiene Page. La esposa de Jackson, Yuki, se separó de él en 2006 después de una prueba de paternidad que demostró que él era el padre de un niño, Raja, con otra mujer en el año 2000. Quinton y su esposa se reconciliaron. Jackson sufre de bajos niveles de testosterona y se somete a terapia de reemplazo de testosterona. En 2010, Jackson vivía en Merseyside en el Reino Unido. Él es aficionado del Everton FC.

## Campeonatos y logros
- Ultimate Fighting Championship
  - Campeón de Peso Semipesado de UFC (una vez)
  - Campeonatos unificados de Peso Semipesado de UFC y Peso Medio de PRIDE
  - Pelea de la Noche (tres veces)
  - KO de la Noche (dos veces)

- PRIDE Fighting Championships
  - PRIDE Grand Prix de Peso Medio 2003 (subcampeón)

- Bellator MMA
  - Torneo de Peso Semipesado Sesión 10 (ganador)

- Wrestling Observer Newsletter
  - Pelea del Año (2004) vs. Wanderlei Silva el 31 de octubre[24]
  - Pelea del Año (2008) vs. Forrest Griffin el 5 de julio[24]
  - Peleador más Destacado del Año (2007)[24]

- Sherdog
  - Peleador del Año (2007)[25]

## Registro en artes marciales mixtas
| Resultado | Récord | Oponente            | Método                                 | Evento                                | Fecha                    | Ronda | Tiempo | Localización                 | Notas                                                                                    |
| --------- | ------ | ------------------- | -------------------------------------- | ------------------------------------- | ------------------------ | ----- | ------ | ---------------------------- | ---------------------------------------------------------------------------------------- |
| Derrota   | 38–14  | Fiódor Yemeliánenko | KO (golpe)                             | Bellator & Rizin: Japan               | 28 de diciembre de 2019  | 1     | 2:44   | Saitama                      |                                                                                          |
| Victoria  | 38–13  | Wanderlei Silva     | TKO (golpes)                           | Bellator 206                          | 29 de septiembre de 2018 | 2     | 4:32   | San Jose, California         |                                                                                          |
| Derrota   | 37–13  | Chael Sonnen        | Decisión (unánime)                     | Bellator 192                          | 20 de enero de 2018      | 3     | 5:00   | Inglewood, California        |                                                                                          |
| Derrota   | 37–12  | Muhammed Lawal      | Decisión (unánime)                     | Bellator 175                          | 31 de marzo de 2017      | 3     | 5:00   | Rosemont, Illinois           | Pelea de peso pesado.                                                                    |
| Victoria  | 37–11  | Satoshi Ishii       | Decisión (dividida)                    | Bellator 157: Dynamite 2              | 24 de junio de 2016      | 3     | 5:00   | San Luis, Misuri             | Pelea de peso pesado.                                                                    |
| Victoria  | 36–11  | Fábio Maldonado     | Decisión (unánime)                     | UFC 186                               | 25 de abril de 2015      | 3     | 5:00   | Montreal                     |                                                                                          |
| Victoria  | 35–11  | Muhammed Lawal      | Decisión (unánime)                     | Bellator 120                          | 17 de mayo de 2014       | 3     | 5:00   | Southaven, Misisipi          | Torneo de Peso Semipesado (Final).                                                       |
| Victoria  | 34–11  | Christian M'Pumbu   | KO (golpes)                            | Bellator 110                          | 28 de febrero de 2014    | 1     | 4:34   | Uncasville, Connecticut      | Torneo de Peso Semipesado (Semifinal).                                                   |
| Victoria  | 33–11  | Joey Beltrán        | TKO (golpes)                           | Bellator 108                          | 15 de noviembre de 2013  | 1     | 4:59   | Atlantic City, Nueva Jersey  |                                                                                          |
| Derrota   | 32–11  | Glover Teixeira     | Decisión (unánime)                     | UFC on Fox: Johnson vs. Dodson        | 26 de enero de 2013      | 3     | 5:00   | Chicago, Illinois            |                                                                                          |
| Derrota   | 32–10  | Ryan Bader          | Decisión (unánime)                     | UFC 144                               | 26 de febrero de 2012    | 3     | 5:00   | Saitama                      |                                                                                          |
| Derrota   | 32–9   | Jon Jones           | Sumisión (rear-naked choke)            | UFC 135                               | 24 de septiembre de 2011 | 4     | 1:14   | Denver, Colorado             | Por el Campeonato de Peso Semipesado de UFC; Pelea de la Noche.                          |
| Victoria  | 32–8   | Matt Hamill         | Decisión (unánime)                     | UFC 130                               | 28 de mayo de 2011       | 3     | 5:00   | Las Vegas, Nevada            |                                                                                          |
| Victoria  | 31–8   | Lyoto Machida       | Decisión (dividida)                    | UFC 123                               | 20 de noviembre de 2010  | 3     | 5:00   | Auburn Hills, Míchigan       |                                                                                          |
| Derrota   | 30–8   | Rashad Evans        | Decisión (unánime)                     | UFC 114                               | 29 de mayo de 2010       | 3     | 5:00   | Las Vegas, Nevada            |                                                                                          |
| Victoria  | 30–7   | Keith Jardine       | Decisión (unánime)                     | UFC 96                                | 7 de marzo de 2009       | 3     | 5:00   | Columbus, Ohio               | Pelea de la Noche.                                                                       |
| Victoria  | 29–7   | Wanderlei Silva     | KO (golpe)                             | UFC 92                                | 27 de diciembre de 2008  | 1     | 3:21   | Las Vegas, Nevada            | KO de la Noche.                                                                          |
| Derrota   | 28–7   | Forrest Griffin     | Decisión (unánime)                     | UFC 86                                | 5 de julio de 2008       | 5     | 5:00   | Las Vegas, Nevada            | Perdió el Campeonato de Peso Semipesado de UFC; Pelea de la Noche; Pelea del Año (2008). |
| Victoria  | 28–6   | Dan Henderson       | Decisión (unánime)                     | UFC 75                                | 8 de septiembre de 2007  | 5     | 5:00   | Londres                      | Defendió el Campeonato de Peso Semipesado de UFC.                                        |
| Victoria  | 27–6   | Chuck Liddell       | KO (golpes)                            | UFC 71                                | 26 de mayo de 2007       | 1     | 1:53   | Las Vegas, Nevada            | Ganó el Campeonato de Peso Semipesado de UFC; KO de la Noche.                            |
| Victoria  | 26–6   | Marvin Eastman      | KO (golpes)                            | UFC 67                                | 3 de febrero de 2007     | 2     | 3:49   | Las Vegas, Nevada            | UFC debut.                                                                               |
| Victoria  | 25–6   | Matt Lindland       | Decisión (dividida)                    | WFA: King of the Streets              | 22 de julio de 2006      | 3     | 5:00   | Los Ángeles, California      |                                                                                          |
| Victoria  | 24–6   | Dong-sik Yoon       | Decisión (unánime)                     | PRIDE 31                              | 26 de febrero de 2006    | 3     | 5:00   | Saitama                      |                                                                                          |
| Victoria  | 23–6   | Hirotaka Yokoi      | TKO (patada de fútbol y pisotón)       | PRIDE 30                              | 23 de octubre de 2005    | 1     | 4:05   | Saitama                      |                                                                                          |
| Derrota   | 22–6   | Maurício Rúa        | TKO (patadas de fútbol)                | PRIDE GP 2005                         | 23 de abril de 2005      | 1     | 4:47   | Osaka                        | Ronda de apertura del "PRIDE 2005 Grand Prix Peso Medio".                                |
| Victoria  | 22–5   | Murilo Rúa          | Decisión (dividida)                    | PRIDE 29                              | 20 de febrero de 2005    | 3     | 5:00   | Saitama                      |                                                                                          |
| Derrota   | 21–5   | Wanderlei Silva     | KO (rodillazos)                        | PRIDE 28                              | 31 de octubre de 2004    | 2     | 3:26   | Saitama                      | Por el Campeonato de Peso Medio de PRIDE; Pelea del Año (2004).                          |
| Victoria  | 21–4   | Ricardo Arona       | KO (slam)                              | PRIDE Critical                        | 20 de junio de 2004      | 1     | 7:32   | Saitama                      |                                                                                          |
| Victoria  | 20–4   | Ikuhisa Minowa      | TKO (rodillazo)                        | PRIDE Shockwave                       | 31 de diciembre de 2003  | 2     | 1:05   | Saitama                      |                                                                                          |
| Derrota   | 19–4   | Wanderlei Silva     | TKO (rodillazos)                       | PRIDE GP 2003                         | 9 de noviembre de 2003   | 1     | 6:28   | Tokio                        | Final del "PRIDE 2003 Grand Prix Peso Medio".                                            |
| Victoria  | 19–3   | Chuck Liddell       | TKO (parada del equipo)                | PRIDE GP 2003                         | 9 de noviembre de 2003   | 2     | 3:10   | Tokio                        | Semifinal del "PRIDE 2003 Grand Prix Peso Medio".                                        |
| Victoria  | 18–3   | Murilo Bustamante   | Decisión (dividida)                    | PRIDE GP 2003                         | 10 de agosto de 2003     | 3     | 5:00   | Saitama                      | Cuartos de final del "PRIDE 2003 Grand Prix Peso Medio".                                 |
| Victoria  | 17–3   | Mikhail Ilyukhin    | Sumisión (rodillazo al cuerpo)         | PRIDE 26                              | 8 de junio de 2003       | 1     | 6:26   | Yokohama                     |                                                                                          |
| Victoria  | 16–3   | Kevin Randleman     | KO (golpes)                            | PRIDE 25                              | 16 de marzo de 2003      | 1     | 6:58   | Yokohama                     |                                                                                          |
| Victoria  | 15–3   | Igor Vovchanchyn    | Sumisión (lesión)                      | PRIDE 22                              | 29 de septiembre de 2002 | 1     | 7:17   | Nagoya                       |                                                                                          |
| Victoria  | 14–3   | Sean Gray           | TKO (golpes)                           | King of the Cage 13: Revolution       | 17 de mayo de 2002       | 3     | 0:37   | Reno, Nevada                 |                                                                                          |
| Victoria  | 13–3   | Masaaki Satake      | TKO (slam)                             | PRIDE 20                              | 28 de abril de 2002      | 1     | 7:07   | Yokohama                     |                                                                                          |
| Derrota   | 12–3   | Daijiro Matsui      | Descalificación (rodillazo a la ingle) | PRIDE 18                              | 23 de diciembre de 2001  | 1     | 0:14   | Fukuoka                      |                                                                                          |
| Victoria  | 12–2   | Yuki Ishikawa       | KO (golpes)                            | PRIDE 17                              | 3 de noviembre de 2001   | 1     | 1:52   | Tokio                        |                                                                                          |
| Victoria  | 11–2   | Alexander Otsuka    | TKO (parada médica)                    | BattlArts: BattlArts vs. the World    | 14 de octubre de 2001    | 2     | 5:00   | Tokio                        |                                                                                          |
| Derrota   | 10–2   | Kazushi Sakuraba    | Sumisión (rear-naked choke)            | PRIDE 15                              | 29 de julio de 2001      | 1     | 4:41   | Saitama                      | PRIDE debut.                                                                             |
| Victoria  | 10–1   | Kenneth Williams    | Sumisión (rear-naked choke)            | Gladiator Challenge 4                 | 17 de junio de 2001      | 1     | 4:40   | Colusa, California           |                                                                                          |
| Victoria  | 9–1    | Bryson Howvreck     | Sumisión (golpes)                      | KOTC Bombs Away                       | 29 de abril de 2001      | 1     | 1:48   | Williams, California         |                                                                                          |
| Victoria  | 8–1    | Rocko Henderson     | Sumisión (kimura)                      | Gladiator Challenge 3                 | 7 de abril de 2001       | 2     | 1:15   | Friant, California           |                                                                                          |
| Victoria  | 7–1    | Dave Taylor         | TKO (parada del equipo)                | Gladiator Challenge 2                 | 18 de febrero de 2001    | 1     | 5:00   | Colusa, California           |                                                                                          |
| Victoria  | 6–1    | Charles West        | Decisión (unánime)                     | Gladiator Challenge 1                 | 9 de diciembre de 2000   | 3     | 5:00   | San Jacinto, California      |                                                                                          |
| Victoria  | 5–1    | Rob Smith           | Decisión (unánime)                     | KOTC 6: Road Warriors                 | 29 de noviembre de 2000  | 3     | 5:00   | Mt. Pleasant, Míchigan       |                                                                                          |
| Victoria  | 4–1    | Warren Owsley       | Sumisión (armbar)                      | Dangerzone: Night of the Beast        | 28 de octubre de 2000    | 1     | 6:04   | Lynchburg, Virginia          |                                                                                          |
| Victoria  | 3–1    | Ron Rumpf           | TKO (golpes)                           | Continental Freefighting Alliance 2   | 19 de julio de 2000      | 1     | 1:18   | Corinth, Misisipi            |                                                                                          |
| Derrota   | 2–1    | Marvin Eastman      | Decisión (unánime)                     | KOTC 4: Gladiators                    | 24 de junio de 2000      | 2     | 5:00   | San Jacinto, California      |                                                                                          |
| Victoria  | 2–0    | Marco Bermudaz      | Sumisión (rear-naked choke)            | Huntington Beach Underground Pancrase | 13 de mayo de 2000       | 2     | 7:17   | Huntington Beach, California |                                                                                          |
| Victoria  | 1–0    | Mike Pyle           | Decisión (unánime)                     | ISCF: Memphis                         | 13 de noviembre de 1999  | 3     | 5:00   | Memphis, Tennessee           |                                                                                          |

## Récord en kickboxing
| Resultado | Récord | Oponente    | Método     | Evento                    | Fecha                   | Asalto | Tiempo | Localización |
| --------- | ------ | ----------- | ---------- | ------------------------- | ----------------------- | ------ | ------ | ------------ |
| Victoria  | 2–0    | Cyril Abidi | Decisión   | Inoki Bom-Ba-Ye 2002      | 31 de diciembre de 2002 | 3      | 3:00   | Japón        |
| Victoria  | 1–0    | Cyril Abidi | KO (golpe) | K-1 World Grand Prix 2002 | 14 de julio de 2002     | 1      | 1:55   | Fukuoka      |

## Carrera como actor
Jackson ha aparecido en Confessions of a Fighter Pit, Bad Guys, The Midnight Meat Train, Miss March y Cops and Robbers, así como en un episodio de The King of Queens y Pimp My Ride. Protagonizó El Equipo A y apareció en el comercial de Nike, "Human Chain". Jackson también apareció en WWE Monday Night Raw el 7 de junio de 2010, como anfitrión de la huésped; y hace un cameo, como sí mismo, en la película Never Back Down 3: No Surrender